# Beri
Beri (o Beri Khas) è una città dell'India di 16.146 abitanti, situata nel distretto di Jhajjar, nello stato federato dell'Haryana. In base al numero di abitanti la città rientra nella classe 
IV (da 10.000 a 19.999 persone).

## Geografia fisica
La città è situata a 28° 41' 60 N e 76° 34' 60 E e ha un'altitudine di 209 m s.l.m..

## Società

### Evoluzione demografica
Al censimento del 2001 la popolazione di Beri assommava a 16.146 persone, delle quali 8.708 maschi e 7.438 femmine. I bambini di età inferiore o uguale ai sei anni assommavano a 2.100, dei quali 1.169 maschi e 931 femmine. Infine, coloro che erano in grado di saper almeno leggere e scrivere erano 8.892, dei quali 5.101 maschi e 3.791 femmine.